# サセックス公爵と公爵夫人の英国王室離脱

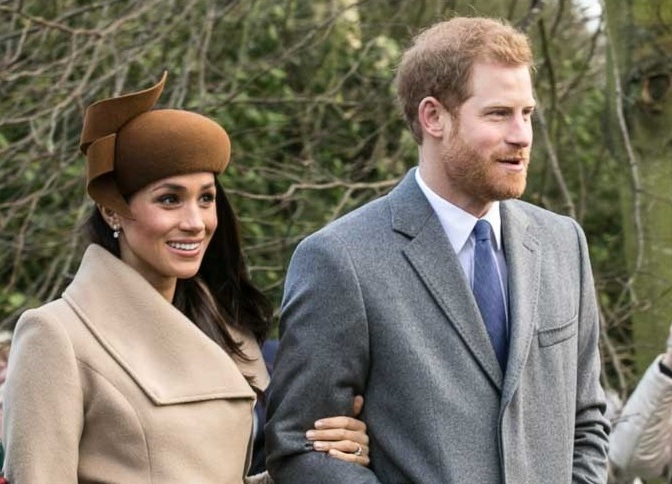
2017年クリスマスでのメーガン・マークルとヘンリー王子

サセックス公爵と公爵夫人の英国王室離脱（サセックスこうしゃくとこうしゃくふじんのえいこくおうしつりだつ）、通称メグジット（英語: Megxit）は、2020年1月8日、英国と北米の2か所で暮らし財政的自立を試みたサセックス公爵ヘンリー王子とサセックス公爵夫人メーガンが、インスタグラムで「高位王族を退く」意向を告知したことに起因する。通称であるメグジットは"Meghan"と"exit"のかばん語であり、これは同時期に起こった英国のEU離脱問題ブレグジットと対応している。この問題についてさまざまなネットスラングが生まれたが、結局この通称がマスメディアに広く採用されることになった。例えば、ニューヨークタイムズにより記された記事には"'Megxit' Is the New Brexit in a Britain Split by Age and Politics"（メグジットが世代と政治を分裂させる新たなブレグジットだ）とある。
この騒動によって13日、英国王室はイングランド東部のサンドリンガム離宮で「前例のない」緊急会合を開いた。エリザベス女王が珍しく個人的な声明を発表した。この騒動に対する女王の対処を人々は称賛した。18日、「もはや彼らは英国王室に属しない」ことと彼らの「殿下」の称号を使用させないことが合意された。このような称号の剥奪という点において、ダイアナ妃やヨーク公爵夫人セーラとは異なる。この結果はしばしば"hard Megxit"と記される。
メグジットによりヘンリー王子とメーガン夫人は英国王室と王室の慣例から正式に離れ、新たな商標であるSussex Royalの下で自立を計画することになった。この計画によってメーガン妃が彼らの声明の張本人だと広く報道された憶測や否定的な考え方を生み出した。そもそもメグジットは公爵夫人に反対するインターネット上の荒らしによって作られたものだった。ヘンリー王子はのちに「退くというのは軽い決断ではありませんでした。それ以外に方法がなかったのです」と言ったとされている。

## 背景

### 声明
2020年1月8日の水曜日、サセックス公爵ヘンリー王子とサセックス公爵夫人メーガンは彼らのInstagramアカウントで「英国王室の『シニア』メンバーから身を引く」事を発表した。この投稿にはこの決定に関するさらなる声明を掲載した新たなウェブサイト「SussexRoyal.com」へのリンクが含まれていた。王室の中には突然の発表を承認していた者や事前に知っていた者がほとんどいなかったと広く報じられる中、宮殿は直ちに声明を発表した。「サセックス公爵および公爵夫人との話し合いは初期の段階にあります。」
英国王室内では夫妻の将来について数か月間の対話があった様に見えたが、ワシントン・ポスト紙は夫妻の突然の発表はこれらの話し合いの結果が出そうな事をサン紙に漏らした結果だったと報じている。歴史家のロバート・レイシーによればヘンリー王子は宮殿に情報を漏らさない様に最善を尽くしたが、宮殿の廷臣たちが彼のプライベートな通信を報道機関に漏らすと考えていたという。

### 動機
発表直後、2019年10月のアフリカ旅行中に夫妻に何度かインタビューを行っていたITVニュース・アット・テンのトム・ブラッドビーはサセックス公爵夫妻がカナダのバンクーバー島で6週間のクリスマス休暇中に「狭義の王族」の一員ではないと言われ、事実上「追い出されている」と複数の情報筋から引用している。ワシントン・ポスト紙によると王室の伝記作家ロバート・レイシーはチャールズ皇太子（のちのチャールズ3世）はより小型化された王室を提唱していたと述べている。
ブラッドビーの発言に加え、イギリスの一部タブロイド紙による夫妻への敵対的な扱いが続いた事やメーガン妃に対する人種差別の問題なども理由として挙げられている。
最終合意後の2020年1月19日、ヘンリー王子はスピーチで次のように述べている。
BBCニュースの王室担当記者ジョニー・ダイモンドによると、このスピーチでダイモンドが「メーガン神話」と称した「サセックス公爵夫人がふたりの人生を変えたいという願望の根底にあるという考え」である事を払拭しようとした。ガーディアン紙によるとヘンリー王子はスピーチの中でメディアを「強力な力」と呼び「報道機関の足元に責任を転嫁する」様に見えたという。